# Il Punto
Il Punto è stato un gruppo musicale italiano di rock progressivo.

## Storia del gruppo
Il Punto nasce da un'idea di Alberico Crocetta, il fondatore e proprietario del Piper Club, che unisce quattro musicisti romani provenienti da altre esperienze, tra cui il batterista del gruppo beat The Others & Pataxo Stefano D'Orazio.
Il debutto de Il Punto avviene a fianco di Tony Cucchiara, che accompagnano nella commedia musicale Cassandra 2000; dal vivo si esibiscono al primo Festival Pop di Caracalla, nell'ottobre del 1970, dopo di che, ottenuto un contratto con l'etichetta di Franco De Gemini, la Beat Records Company, pubblicano il primo 45 giri nel maggio dell'anno seguente, dopo aver sostituito il tastierista Gallinelli che deve partire per il servizio militare.
Sempre nel 1971 partecipano al Festival Pop di Villa Pamphili, e lavorano alle colonne sonore del film Ettore lo fusto di Enzo G. Castellari, composta da Francesco de Masi, e di In nome del popolo italiano di Dino Risi, composta da Carlo Rustichelli; entrambe le colonne sonore sono contenute nel loro album, pubblicato all'inizio del 1972, una per lato.
Come ricordato da Stefano D'Orazio in una intervista del 2016, Ciao 2001, il settimanale di musica più prestigioso di quegli anni, dedicò al gruppo addirittura una copertina e la pagina centrale.
Subito dopo la pubblicazione dell'album, D'Orazio riceve l'invito ad entrare nei Pooh al posto di Valerio Negrini, e abbandona quindi Il Punto che, sostituitolo con Alessandro Montanari, proveniente da Le ore di punta, cambia casa discografica (passando alla Picci di Giuseppe Cassia) e pubblica un secondo 45 giri, dopo di che il gruppo si scioglie a causa della partenza per il servizio militare del bassista Mario Bertolami e del batterista Alessandro Montanari.
Nel 1973 una loro canzone, È il mio mondo, viene utilizzata nella colonna sonora del film Sessomatto di Dino Risi.

## Formazione
- Vincenzo Pagliarini: voce, chitarra, flauto. Scomparso nel 2008.
- Stefano D'Orazio: batteria (dal 1969 al 1971). Scomparso nel 2020.
- Sergio Gallinelli: organo Hammond (dal 1969 al 1971)
- Ugo Pace: tastiere (dal 1971 al 1972)
- Mario Bertolami: basso, flauto
- Alessandro Montanari: batteria (dal 1971 al 1972)

## Discografia

### 33 giri
- 1972 - In nome del popolo italiano - Ettore lo fusto (Beat Records Company, (LPF 012)

### 45 giri
- Maggio 1971 - È il mio mondo/Ragazzi che scappano (Beat Records Company, BTA 074)
- 1972 - Non si ferma nessuno/La ballata del tempo (Picci, LG 3008)